# Donau 21 Euroregio
De Donau 21 Euroregio is een trans-nationale samenwerkingsstructuur (Euregio) die bestaat uit landen en hun bestuurlijke onderverdelingen die gelegen zijn in een gedeelte van het stroomgebied van de Donau. Ze omvat delen van de landen Bulgarije, Roemenië en Servië. Het administratieve centrum van de Euregio is gelegen in de Roemeense stad Craiova.